# Ходукин, Николай Иванович
Николай Иванович Ходукин (15.07.1896 — 22.05.1957) — советский паразитолог, эпидемиолог, член-корреспондент АМН СССР и АН Узбекской ССР, заслуженный деятель науки Узбекской ССР.

## Биография
В 1919 году окончил медицинский факультет Казанского университета. В 1919—1925 годах служил врачом в Красной Армии. Позже работал в город Мары. Там Ходукин организовал малярийную станцию. В 1924 году начал заведовать Мирзачулинской малярийной станцией. Позднее заведовал малярийной станцией в Ташкенте. С 1925 по 1940 год заведовал паразитологическим отделом Ташкентского института эпидемиологии и микробиологии.
В 1928 году на III научном съезде врачей Средней Азии в Ташкенте Ходукин и его коллега Б. Н. Деревщиков выступили с докладом на тему «Внутрикожная пробп при кожном лейшманиозе».
В 1933 году на конференции по изучению тропических заболеваний в Средней Азии в Ташкенте Ходукин выступил с докладом о «Лейшманиозе и борьбе с ним в Средней Азии».
С 1940 по 1957 год работал заместителем директора по науке ТашНИИВС.
Ходукин был крупным специалистом в Средней Азии по микробиологии, паразитологи. В течение ряда лет вел курс общей и частной паразитологии на биологическом факультете Среднеазиатского университета. Под его руководством было написано 10 докторских и кандидатских диссертаций.
Ходуков написал более 150 научных работ по изучению природно-очаговых болезней, краевой патологии Узбекистана (малярии, лейшманиозов). Проводил исследования лейшманиоза у собак, изучил такие вирусные инфекции, как энцефалиты, флеботомная лихорадка, а также риккетсиозы.
Ходукин тщательно изучал Джалангарский «энцефалита», который оказался алиментарным токсикозом — триходесмо-токсикозом.
Был захоронен на Боткинском кладбище.

## Награды
- два Ордена Ленина
- Орден «Знак Почёта»
- Значок «Отличнику здравоохранения»

В 1950 году ему была присуждена бразильская медаль Каспара Вианны за цикл, посвященный висцеральному лейшманиозу.

## Научные работы
- Очерк истории Ташкентского научно-исследовательского института вакцин и сывороток/ Министерство здравоохранения СССР. Ташкентский научно-исследовательский институт вакцин и сывороток. — Ташкент : Издательство Академии наук УзССР, 1954. — 28 стр[4].
- Основные проблемы эпидемиологии kalaazar в связи с эпидемиологией собачьего лейшманиоза в Средней Азии, Ташкент, 1929; К истории изучения лейшманиозов в России, в книге: Очерки по истории паразитологии, под редакцией П. Г. Сергиева и Н. Н. Плотникова, стр. 5, М., 1953; Избранные труды, Ташкент, 1959[5].
- Микробиология и эпидемиология бактериальных и вирусных болезней в Узбекистане. Ташкент, 1953[6]
- Об идентификации различных штаммов лейшманий" опубликована в "Анналах института Пастера, 1930 (в соавторстве с М. С. Софиевым и Н. П. Кеворковым)